# Pierre-Joseph Bernard
Pierre-Joseph Bernard (* 26. August 1708 (oder 1710) in Grenoble; † 1. November 1775 in Choisy-le-Roi, Département Val-de-Marne), auch Gentil-Bernard, war ein französischer Dichter, Dramatiker und Librettist.

## Leben
Bernard war Sohn eines Bildhauers. Er studierte an einem Jesuitenkolleg in Lyon und wurde danach für zwei Jahre Schreiber bei einem Staatsanwalt in Paris. Er trat dann der Armee bei und nahm 1733/34 an den Feldzügen des Duc de Coigny im Polnischen Thronfolgekrieg teil. Hier tat er sich besonders in den Schlachten von Parma und Guastalla hervor. In freien Augenblicken beschäftigte er sich mit dem Dichten, was der Marschall bemerkte und ihn als Sekretär anstellte, ohne ihm aber großes Wohlwollen entgegenzubringen – er verweigerte ihm den Umgang bei Tisch – unter der Bedingung, dass Bernard das Dichten aufgebe.
Dennoch trat Bernard um das Jahr 1736 mit einigen kurzen Gedichten, die im Almanach des Muses (dt. Musen-Almanach) erschienen, u. a. Épître à Claudine, Hymne à la Rose. 1737 verfasste er Castor et Pollux über den Dioskuren-Stoff nach der Tragédie lyrique von Philippe Quinault, deren Opernvertonung durch Jean-Philippe Rameau zu einem großen Erfolg wurde. Madame de Pompadour, die Mätresse Ludwigs XV. und Widmungsträgerin des Werks, ernannte ihn daraufhin zum Hofbibliothekar des Königs im Schloss Choisy, was ihm ohne Erfüllung von Amtspflichten ein Jahresgehalt von 30.000 Livres sicherte. Dazu gab ihn der Marschall kurz vor seinem Tode in die Dienste seines Sohnes, des Duc de Coigny, der ihn 1740 zum Generalsekretär der Dragoner ernannte, was Bernard ein weiteres Salär von 20.000 Livres eintrug. Am 27. Mai des Jahres beglückwünschte Voltaire ihn als secrétaire de l’amour; Bernard schrieb bereits an L’art d’aimer (dt. Die Liebeskunst).
Als schwerreicher Mann gab er sich nun dem vergnüglichen Leben hin. Er war Mitglied der zweiten Société du Caveau und fand einen Gönner in Voltaire, der ihm seinen Beinamen Gentil-Bernard gab. Bernard wurde in den höchsten gesellschaftlichen Kreisen gefeiert, genoss das ausschweifende Leben mit seinen Tafelfreuden, die aber seiner Gesundheit schadeten. 1771 erlitt er vermutlich einen Schlaganfall, nach dem er die letzten fünf Jahre seines Lebens dahinvegetierte. Sein Freund Bernard-Joseph Saurin (1706–1781) beschrieb ihn als

« (…) Ne fut plus qu'un fantôme errant / Qu'une ombre vaine qui respire »

„Er war nicht mehr als ein flüchtiges Gespenst, als ein eitler Schatten, der noch atmet.“

## Werk und Wirkung

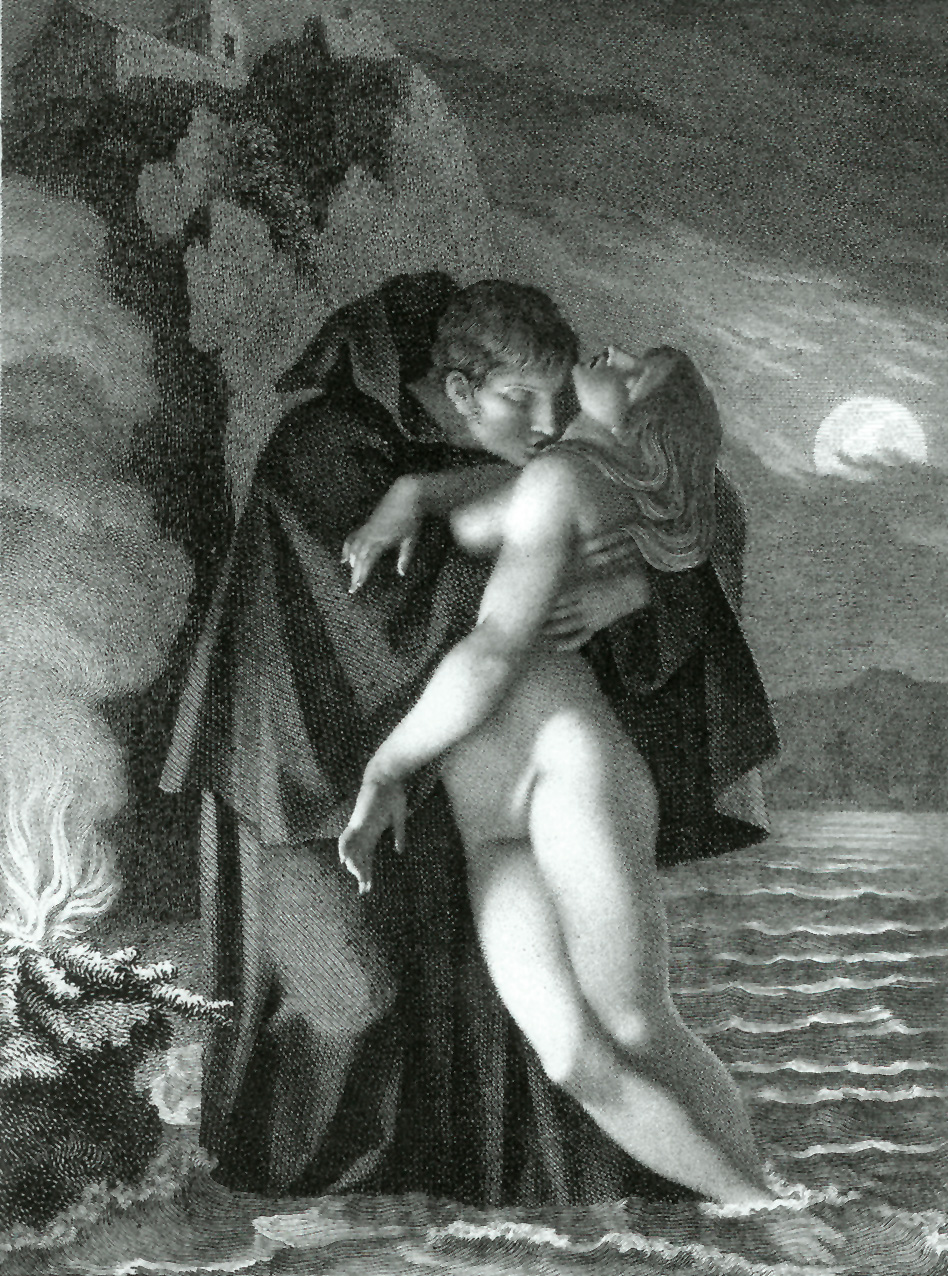
Pierre-Joseph Bernard, Phrosine et Mélidore, illustriert von Pierre-Paul Prud'hon

Bernards Werk umfasst Episteln, Oden und Chansons, die zur Poésie fugitive gerechnet werden, schließlich L’art d’aimer, ein freizügiges Poem, an dem er 30 Jahre arbeitete. Es erschien erst kurz vor seinem Tode und erhielt schon vor seiner Publikation eine große Wirkung in der Öffentlichkeit, obwohl Bernard in den Salons nur Abschnitte daraus vorgetragen hatte.
Der Literaturkritiker Jean-François de La Harpe beurteilte das Werk als „ziemlich mittelmäßig“ und sah darin

„viele erfindungsreiche Verse, aber nichts, worin man den Schwung des Dichters oder die Empfindsamkeit des Menschen findet.“

Nachdem Voltaire das Manuskript gelesen hatte, schrieb er in einem Brief vom 1. September 1773 an Jean-François de Saint-Lambert:
„Der arme Bernard tat klug daran, sein Poem nicht zu veröffentlichen. Es ist Haufen Sand und Stroh mit ein paar gut geschliffenen Diamanten darin.“ In einem Brief an Madame du Deffand befand er: „Kürzlich las ich L’Art d’aimer von Bernard. Das ist eins der langweiligsten Poeme, die je geschrieben wurden. Allerdings befindet sich in diesem langen Werk wohl dreißig Verse, bewundernswürdig und wert für die Ewigkeit, wie es der Stoff dieses Poems sein wird.“
Persönlich wurde Bernard indessen von Voltaire weiterhin geschätzt. Voltaire verfasste zu Bernard ein empathisches Kurzgedicht: Les trois Bernards. »Dans ce pays trois Bernards sont connus; l’un est ce Saint, ambitieux Reclus. Precheur adroit, fabricateur d’oracles. L’autre Bernard est l’enfant de Plutus, bien plus grand Saint, faisant plus grands miracles; et le troisiéme est l’enfant de Phébus; Gentil Bernard, dont la Muse second doit faire encore le délices du monde, quand des premiers on ne parlera plus.« Voltaire.
Nach dem Fürsten de Ligne war der „liebe“ Gentil-Bernard, so sein Beiname, keineswegs anständig, „weder sein Gesicht noch seine Manieren oder sein Geist“, sondern „ein großer, sehr beleibter, gut aussehender, braun[häutig]er, liebenswürdiger, ungezwungener, entgegenkommender guter Gesellschafter, der bei jedermann beliebt war, weder Geistreiches noch Komplimente von sich gab, ein Fresser war und wunderbar aus seiner Art d’aimer vorlas.“

## Werke
Das Gesamtwerk Bernards wurde 1776 in einem Band herausgegeben und erschien 1803 in einer erweiterten zweibändigen Neuauflage.
- Castor et Pollux, Tragédie lyrique mit Musik von Jean-Philippe Rameau (Uraufführung am 24. Oktober 1737)
- Madrigal aux muses (1923 von Albert Roussel vertont)
- Les surprises de l’amour, Divertissement in zwei Actes mit Musik von Jean-Philippe Rameau (Uraufführung am 31. Mai 1757)
- Callirhoé, gemeinsam mit André Destouches, Jean-Philippe Rameau und Antoine Houdar de la Motte
- Phrosine et Mélidore, Poem in vier Gesängen (1772)
- Les heureux malheurs, ou Adélaïde de Wolver (1773)
- L’Art d’aimer, Poem in drei Gesängen (1775)